# TG2 Post
TG2 Post è un programma televisivo di genere talk show e rotocalco, in onda dal 18 febbraio 2019 su Rai 2.

## Storia
Il programma viene ideato nel 2019 dal direttore del TG2 Gennaro Sangiuliano e dal direttore di Rai 2 Carlo Freccero per dotare la rete di una rubrica d'approfondimento che chiude l'edizione serale del telegiornale.
Va in onda subito dopo l'edizione serale delle 20:30 per 20-30 minuti prolungando raramente anche in prima serata per 60-90-120 minuti, dal lunedì al sabato. In occasione di eventi straordinari va in onda anche la domenica.
Il 25 maggio 2024, in concomitanza con il restyling della testata, anche il rotocalco serale rinnova grafica e lo studio, mentre la sigla (sebbene con un leggero rinnovamento nella grafica) e il logo restano invariati.

## Edizioni
| Edizione | Periodo           | Periodo        | Conduzione              |
| Edizione | Inizio            | Fine           | Conduzione              |
| -------- | ----------------- | -------------- | ----------------------- |
| 1ª       | 18 febbraio 2019  | 28 giugno 2019 | Francesca Romana Elisei |
| 2ª       | 4 novembre 2019   | 10 luglio 2020 | Manuela Moreno          |
| 3ª       | 31 agosto 2020    | 23 luglio 2021 | Manuela Moreno          |
| 4ª       | 6 settembre 2021  | 9 luglio 2022  | Manuela Moreno          |
| 5ª       | 19 settembre 2022 | 24 giugno 2023 | Manuela Moreno          |
| 6ª       | 25 settembre 2023 | 25 luglio 2024 | Manuela Moreno          |
| 7ª       | 9 settembre 2024  | 14 marzo 2025  | Manuela Moreno          |
| 7ª       | 17 marzo 2025     | 11 aprile 2025 | Luciano Ghelfi          |
| 7ª       | 14 aprile 2025    | in corso       | Monica Giandotti        |

## Audience
| Edizione | Rete televisiva | Anno      | Programmazione | Programmazione | Programmazione | Programmazione | Programmazione | Programmazione | Programmazione | Periodo        | Telespettatori | Share |
| Edizione | Rete televisiva | Anno      | L              | M              | M              | G              | V              | S              | D              | Periodo        | Telespettatori | Share |
| -------- | --------------- | --------- | -------------- | -------------- | -------------- | -------------- | -------------- | -------------- | -------------- | -------------- | -------------- | ----- |
| 1ª       | Rai 2           | 2019      |                |                |                |                |                |                |                | inverno-estate | N.D.           | N.D.  |
| 2ª       | Rai 2           | 2019-2020 | autunno-estate |                |                |                |                |                |                |                | N.D.           | N.D.  |
| 3ª       | Rai 2           | 2020-2021 | estate-estate  | 1.016.000      | 4,20%          |                |                |                |                |                |                |       |
| 4ª       | Rai 2           | 2021-2022 | estate-estate  |                | 976.000        | 5,02%          |                |                |                |                |                |       |
| 5ª       | Rai 2           | 2022-2023 | estate-estate  | N.D.           | N.D.           |                |                |                |                |                |                |       |
| 6ª       | Rai 2           | 2023-2024 | estate-estate  | N.D.           | N.D.           |                |                |                |                |                |                |       |

## TG2 Post Estate
TG2 Post Estate è stato un programma televisivo italiano e spin-off estivo di TG2 Post di genere talk show e rotocalco, andato in onda dal 1º luglio 2019 al 23 settembre 2023 su Rai 2.

### Storia
È andato in onda nel periodo estivo (tranne nella prima edizione, in cui è andato in onda fino al periodo autunnale) subito dopo il TG2 delle 20:30 per 20-30 minuti prolungando raramente anche in prima serata per 60-90-120 minuti, dal lunedì al sabato. In occasione di eventi straordinari va in onda anche la domenica.

### Audience
| Edizione | Rete televisiva | Anno | Programmazione | Programmazione | Programmazione | Programmazione | Programmazione | Programmazione | Programmazione | Periodo        | Telespettatori | Share |
| Edizione | Rete televisiva | Anno | L              | M              | M              | G              | V              | S              | D              | Periodo        | Telespettatori | Share |
| -------- | --------------- | ---- | -------------- | -------------- | -------------- | -------------- | -------------- | -------------- | -------------- | -------------- | -------------- | ----- |
| 1ª       | Rai 2           | 2019 |                |                |                |                |                |                |                | estate-autunno | N.D.           | N.D.  |
| 2ª       | Rai 2           | 2020 | estate-estate  |                |                |                |                |                |                |                | N.D.           | N.D.  |
| 3ª       | Rai 2           | 2021 | estate-estate  |                |                |                |                |                |                |                | N.D.           | N.D.  |
| 4ª       | Rai 2           | 2022 | estate-estate  |                |                |                |                |                |                |                | N.D.           | N.D.  |
| 5ª       | Rai 2           | 2023 | estate-estate  |                |                |                |                |                |                |                | N.D.           | N.D.  |

### Edizioni
| Edizione | Periodo        | Periodo           | Conduzione                 |
| Edizione | Inizio         | Fine              | Conduzione                 |
| -------- | -------------- | ----------------- | -------------------------- |
| 1ª       | 1º luglio 2019 | 1º novembre 2019  | Maria Antonietta Spadorcia |
| 2ª       | 13 luglio 2020 | 28 agosto 2020    | Luca Salerno               |
| 3ª       | 26 luglio 2021 | 3 settembre 2021  | Luca Moriconi              |
| 4ª       | 11 luglio 2022 | 18 settembre 2022 | Marco Sabene               |
| 5ª       | 26 giugno 2023 | 23 settembre 2023 | Stefano Fumagalli          |

## Controversie
Il programma per diversi mesi è stato accusato da differenti opinionisti e giornalisti di non essere imparziale e di fare propaganda a favore del Governo Conte I. Accusa simile è stata rivolta ai programmi Povera patria e Popolo sovrano, anch’essi in onda su Rai 2.